# Primera División de bádminton 2020-21
La temporada 2020-21 es la edición de la Primera División de bádminton en España, segunda categoría de este deporte en el país, organizada por la Federación Española de Bádminton.

## Equipos participantes
| Equipo                              | Ciudad                                    |
| ----------------------------------- | ----------------------------------------- |
| Ovida Bádminton Oviedo B            | Oviedo                                    |
| Bádminton Granollers                | Granollers                                |
| Club Bádminton Paracuellos Torrejón | Paracuellos de Jarama y Torrejón de Ardoz |
| Club Bádminton As Neves             | Las Nieves                                |
| Club Bádminton Granada              | Granada                                   |
| Club Bádminton Astures              | Gijón                                     |
| Club Universidad de Valladolid      | Valladolid                                |
| Ibiza Bádminton Club                | Ibiza                                     |
| Club Bádminton Huesca La Magia      | Huesca                                    |
| Bádminton Estella                   | Estella                                   |
| Club Bádminton Caser Clear Madrid   | Madrid                                    |
| Club Bádminton Palma                | Palma de Mallorca                         |
| Club Bádminton Ohada Flick          | El Hierro                                 |
| Club Bádminton Athlos               | Orense                                    |
| Club Bádminton Donosti Shuttle      | San Sebastián                             |
| Club Bádminton Soria                | Soria                                     |

## Clasificación
| | Equipo                              | Puntos | J  | G  | P  | PG | PP | JF  | JC  | PF   | PC   |
| --- | ----------------------------------- | ------ | -- | -- | -- | -- | -- | --- | --- | ---- | ---- |
| 1 | Club Bádminton Granada              | 42     | 15 | 14 | 1  | 76 | 29 | 167 | 81  | 4757 | 4132 |
| 2 | Club Bádminton Paracuellos Torrejón | 39     | 15 | 13 | 2  | 75 | 30 | 162 | 73  | 4672 | 3788 |
| 3 | Bádminton Granollers                | 36     | 15 | 12 | 3  | 73 | 32 | 156 | 81  | 4535 | 3891 |
| 4 | Club Bádminton Athlos               | 36     | 15 | 12 | 3  | 65 | 40 | 146 | 101 | 4637 | 4374 |
| 5 | Club Bádminton As Neves             | 33     | 15 | 11 | 4  | 69 | 36 | 151 | 87  | 4448 | 3900 |
| 6 | Club Bádminton Caser Clear Madrid   | 30     | 15 | 10 | 5  | 63 | 42 | 142 | 101 | 4562 | 4115 |
| 7 | Ovida Bádminton Oviedo B            | 27     | 15 | 9  | 6  | 68 | 37 | 146 | 106 | 4738 | 4456 |
| 8 | Club Universidad de Valladolid      | 27     | 15 | 9  | 6  | 57 | 48 | 132 | 116 | 4537 | 4428 |
| 9 | Ibiza Bádminton Club                | 21     | 15 | 7  | 8  | 59 | 46 | 127 | 113 | 4371 | 4236 |
| 10 | Bádminton Estella                   | 21     | 15 | 7  | 8  | 53 | 52 | 122 | 121 | 4421 | 4305 |
| 11 | Club Bádminton Huesca La Magia      | 15     | 15 | 5  | 10 | 40 | 65 | 98  | 135 | 3961 | 4317 |
| 12 | Club Bádminton Donosti Shuttle      | 12     | 15 | 4  | 11 | 30 | 75 | 74  | 162 | 3837 | 4489 |
| 13 | Club Bádminton Palma                | 7*     | 15 | 3  | 12 | 34 | 71 | 92  | 143 | 4005 | 4403 |
| 14 | Club Bádminton Soria                | 6      | 15 | 2  | 13 | 25 | 80 | 69  | 167 | 3729 | 4604 |
| 15 | Club Bádminton Astures              | 3      | 15 | 1  | 14 | 27 | 78 | 77  | 168 | 3923 | 4686 |
| 16 | Club Bádminton Ohada Flick          | 3      | 15 | 1  | 14 | 26 | 79 | 64  | 170 | 3582 | 4591 |
| Fuente: Federación Española de Bádminton: Clasificación de la Primera Nacional; actualización automática |                                     |        |    |    |    |    |    |     |     |      |      |